# Condado de Barnwell
El condado de Barnwell (en inglés: Barnwell County, South Carolina), fundado en 1798, es uno de los 46 condados del estado estadounidense de Carolina del Sur. En el año 2000 tenía una población de 23 478 habitantes con una densidad poblacional de 17 personas por km². La sede del condado es Barnwell.

## Geografía
Según la Oficina del Censo, el condado tiene un área total de 1443 km² (557,1 mi²), de la cual 1419 km² (547,9 mi²) es tierra y 337 km² (130,1 mi²) es agua.

### Condados adyacentes
- Condado de Aiken norte
- Condado de Bamberg este
- Condado de Orangeburg este
- Condado de Allendale sureste
- Condado de Burke suroeste

## Demografía
En el 2000 la renta per cápita promedia del condado era de $28 591, y el ingreso promedio para una familia era de $35 866. El ingreso per cápita para el condado era de $15 870. En 2000 los hombres tenían un ingreso per cápita de $31 161 contra $21 904 para las mujeres. Alrededor del 20.90% de la población estaba bajo el umbral de pobreza nacional.

## Lugares

### Ciudades y pueblos
- Barnwell
- Blackville
- Elko
- Hilda
- Kline
- Snelling
- Williston